# Chieri
Chieri (en français Quiers, Carreum Potentia en latin) est une ville italienne d'environ 36 000 habitants, située dans la ville métropolitaine de Turin, dans la région Piémont, dans le nord-ouest de l'Italie. De cette ville sont originaires la maison de Crillon, dont l'un des représentants vint s'installer au Moyen Âge dans le Comtat Venaissin, de même que la maison de Broglie, immigrée en France au XVIIe siècle.

## Histoire
Cette ville de Quiers créée par les romains il y a environ deux mille ans, resta sous leur domination jusqu'à la décadence de l'empire. Pline l'appelait Carrea Potentia.
Des écrivains du moyen âge l'appellent Carium ou Kaira et la situent à cinq milles de distance de Turin, du côté de l'occident. Elle est dominée par la haute montagne qu'on appelle montagne de Turin. Au nord, la colline de Montferrat, à l'orient les coteaux vignobles du pays d'Asti, au midi une vaste plaine. 
La plupart des villes et des bourgs de Lombardie, sous le joug des Barbares jusqu'au Moyen Âge, sont sortis de leur obscurité aux XIe et XIIe siècles. La ville de Quiers ne fait pas exception et rétablit les ordres dans lesquels était divisé le gouvernement de la république romaine: peuple et patriciens, autorité aristocratique. Deux sectes vont bientôt régenter la république de Quiers: l'une la Société de Saint Georges, du nom du principal patron de Quiers, l'autre la Société des Chevaliers (milites). En 1347, la république de Quiers se soumit volontairement à la monarchie savoisienne du prince Amédée VI.
La splendeur de Quiers au moyen âge provient du grand nombre de familles aristocratiques qui occupèrent les premiers emplois de la république. De nombreuses tours ont été élevées dans la ville à cette époque destinées à protéger les intérêts de ces familles.

## Économie

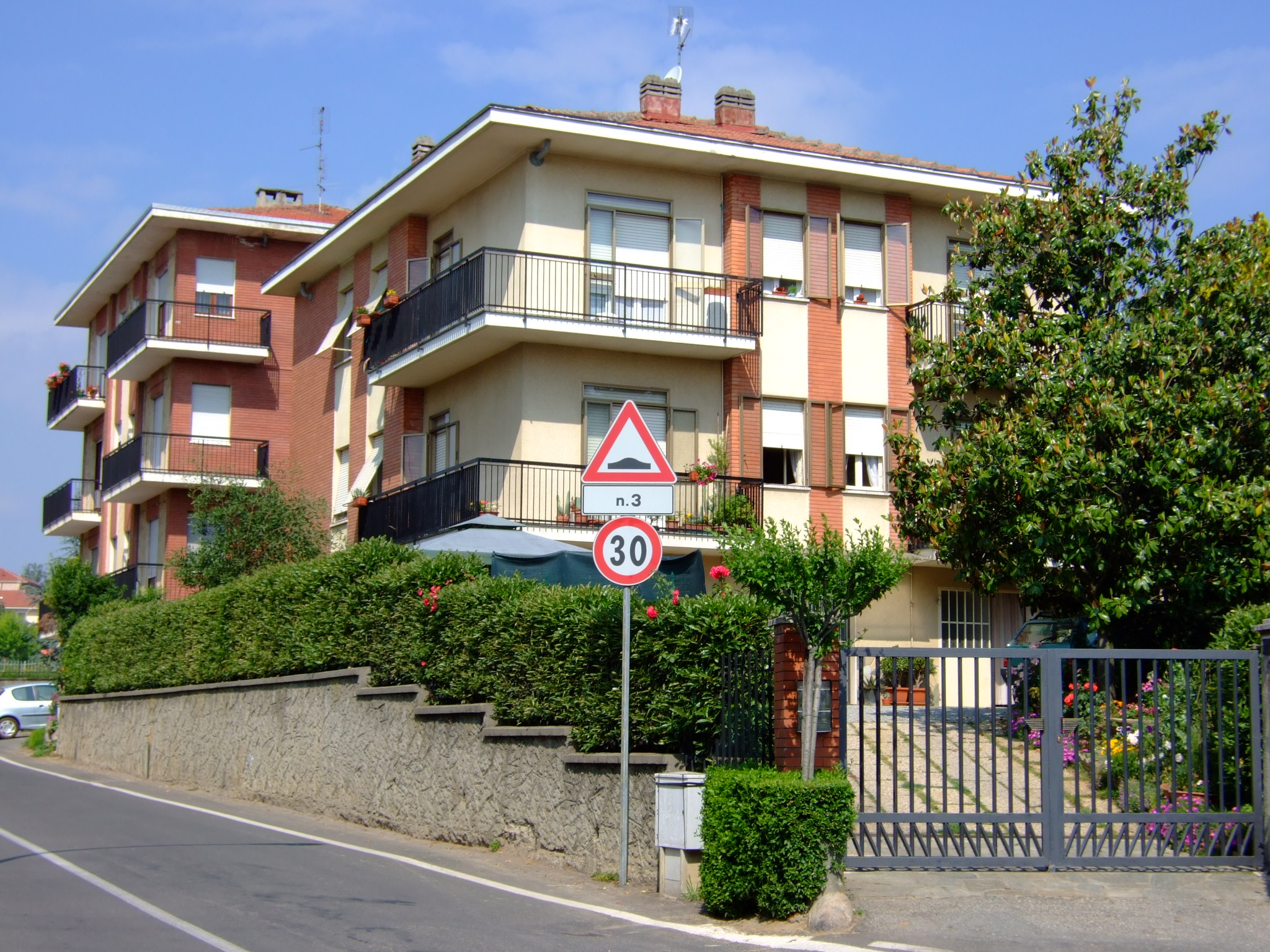
Habitat du XXe siècle

A 12 km de Turin, Chieri a une double vocation : agricole (viticulture, cultures maraîchères et florales, céréales) et industrielle (textile, papeterie, arts graphiques, mécanique de précision).
Elle possède un musée du vin (Martini) et un du textile.

## Monuments et patrimoine
Moyen Âge
- Le dôme, trois nefs, vingt-six chapelles, est une des églises plus grandes du Piémont (74 m de long, 27 m de large (du côté du transept), 17 m de haut). Il est sacré en 1437.

Dans l'église il y a un orgue de la fin du XIXe avec 2232 tuyaux[réf. nécessaire].
- La Cappella Gallieri, bâtie entre 1414 et 1418.
- Le clocher haut de 50 mètres a été bâti en trois phases (1329 - 1365 - 1492) ; à la base il y a deux méridiennes.
- Le baptistère, au côté droit du dôme.
- L'église de Saint Georges (la façade actuelle est baroque, mais l'église est bâtie au XVe siècle).
- L'église de Saint Dominique qui  remonte au XIVe siècle et qui se trouve tout à fait près du monastère.
- L'église de Saint Guillaume qui remonte au XIIIe siècle.
- L'église de Saint Léonard, bâtie au XVe siècle.

Période baroque
- L'église de Saint Philippe, bâtie entre 1664 et 1673.
- L'église de Saint Bernardin, bâtie entre 1675 et 1683, puis agrandi entre 1694 et 1792.

XVIIIe siècle
- L'église de Saint Antoine Abbé, projetée par Filippo Juvarra;
- l’église de Saint André, bâtie entre 1728 et 1733 sur dessin de Filippo Juvarra et enterrée vers 1814.

## Administration
| Période                                  | Période  | Identité           | Étiquette | Qualité      |
| ---------------------------------------- | -------- | ------------------ | --------- | ------------ |
|                                          |          | Agostino Gay       |           |              |
| 25 juin 2009                             | En cours | Francesco Lancione |           | Centrodestra |
| Les données manquantes sont à compléter. |          |                    |           |              |

### Hameaux
Pessione, Airali et  Madonna della Scala qui comprend la très belle « villa il passatempo » (XVIIIe siècle) des marquis Folonari.

### Communes limitrophes
Baldissero Torinese, Pavarolo, Montaldo Torinese, Pino Torinese, Arignano, Andezeno, Pecetto Torinese, Riva presso Chieri, Cambiano, Santena, Poirino

## Personnalités liées à la ville
- Roberto Rosato footballeur.

## Jumelages
- Épinal (France).
- Nanoro (Burkina Faso).
- Tolve (Italie).
- Adria (Italie).